# 1614

## Събития
- Основана е Тирана, днешната столица на Албания.

## Родени
- 1 януари – Джон Уилкинс, английски духовник и учен
- 12 октомври – Хенри Мор, английски философ

## Починали
- Мавро Орбини, историк и преводач
- 7 април – Ел Греко, художник
- Педро Фернандес де Кирос, мореплавател